# دادگاه نظامی (فیلم ۱۹۵۹)
«دادگاه نظامی» (آلمانی: Kriegsgericht) یک فیلم است که در سال ۱۹۵۹ منتشر شد. از بازیگران آن می‌توان به هاینز بوم اشاره کرد.